# روبرتو گامارا (مدیر فوتبال)
روبرتو گامارا (انگلیسی: Roberto Gamarra؛ زادهٔ ۶ مارس ۱۹۵۸) بازیکن فوتبال اهل آرژانتین است.